# ابیون
ابیون (به انگلیسی: Aboyne) یک روستا در بریتانیا است که در آبردین‌شایر واقع شده‌است. ابیون ۲٬۲۰۲ نفر جمعیت دارد.